# Красная Кадка
Кра́сная Ка́дка (тат. Qızıl Çapçaq, Кызыл Чапчак) — село в Нижнекамском районе Татарстана. Входит в состав Краснокадкинского сельского поселения.
Красная Кадка — село было названо в честь дерева которое становилось красным при реакции с воздухом. Дерево росло только в этой местности. Из него делали кадки(бочки) которые использовались и под пиво, и под огурец. В таких бочках продукт длительное время оставался свежим. В данный момент это дерево в данной местности не растет.

## География
Село расположено на левом берегу реки Зай, в 33 км к югу от города Нижнекамска. Через село с запада на восток протекает речка Сартамак, впадающая в реку Зай.
На правом высоком коренном берегу реки Зай в 1,5 км от села Красная Кадка находится один из замечательных памятников ранневековой археологии Волго-Камского региона городище «Кала-Тау», относящееся к X веку.

## История
Известно с 1680 года. 
В XVIII — первой половине XIX века жители относились к сословию государственных крестьян. Занимались земледелием, разведением скота, пчеловодством. 
В «Списке населенных мест по сведениям 1870 года», изданном в 1877 году, населённый пункт упомянут как деревня Красная Кадка 3-го стана Мензелинского уезда Уфимской губернии. Располагалась при реке Зае, по правую сторону коммерческого тракта из Бирска в Мамадыш, в 115 верстах от уездного города Мензелинска и в 22 верстах от становой квартиры в селе Заинск (Пригород). В деревне, в 103 дворах жили 736 человек (372 мужчины и 364 женщины, татары), были мечеть, училище. Жители занимались земледелием, скотоводством, пчеловодством.
По сведениям переписи 1897 года, в деревне Красная Кадка (Кызыль-Чапчац) Мензелинского уезда Уфимской губернии жили 1060 человек (523 мужчины и 537 женщин), из них 1057 мусульман.
В начале XX века здесь действовали мечеть, 2 мектеба. В это время земельный надел сельской общины составлял 1788,1 десятины. 
До 1920 года село входило в Сухаревскую волость Мензелинского уезда Уфимской губернии. С 1920 года в составе Мензелинского, с 1922 — Челнинского кантонов ТАССР. С 10.08.1930 в Шереметьевском, с 01.02.1963 в Челнинском, с 12.01.1965 в Нижнекамском районах.

## Население
| 1870 | 1897 | 1912 | 1920 | 1926 | 1938 | 1949 | 1958 | 1970 | 1979 | 1989 | 2002 |
| ---- | ---- | ---- | ---- | ---- | ---- | ---- | ---- | ---- | ---- | ---- | ---- |
| 736  | 1060 | 1413 | 1421 | 1021 | 1082 | 767  | 836  | 1093 | 749  | 530  | 498  |

Национальный состав села — татары.

## Экономика
Полеводство, скотоводство. 

## Инфраструктура
Средняя школа, дом культуры, библиотека.